# Alegrando a Massa
Alegrando a Massa é um álbum de pagode do grupo brasileiro Exaltasamba, que foi lançado em 2003 pela EMI. Foi o primeiro álbum tendo o cantor Thiaguinho como vocalista do grupo. O álbum tem 14 músicas, sendo a canção "Estrela" como uma das músicas mais pedidas nas rádios de todo o Brasil. Conta com a participação de Alcione na música "É Demais" e participação de KL Jay e Edy Rock, do grupo Racionais MC's na música "Favela", gravou a canção "A Massa" de Raimundo Sodré e Jorge Portugal.

## Faixas[7]
1. "Samba Alegria"
2. "Por Tão Pouco"
3. "Estrela"
4. "A Carta"
5. "A Massa"
6. "É Demais" (participação de Alcione)
7. "Favela" (participação de KL Jay e Edy Rock, ambos da banda Racionais MC's)
8. "Te Vejo Na TV"
9. "Aquela Canção"
10. "De Bobeira"
11. "Não Dá"
12. "Deixa Rolar"
13. "Como Nunca Amei Ninguém"
14. "Limite"